# Perz
Perz (Elymus) – rodzaj roślin z rodziny wiechlinowatych. Obejmuje ponad 170 gatunków. Rośliny te występują na rozległych obszarach strefy umiarkowanej półkuli północnej, z centrum zróżnicowania w Azji (w Chinach występuje 88 gatunków, z czego 62 tylko tam). Nieliczne gatunki rosną na obszarach górskich w strefie międzyzwrotnikowej (Ameryka Środkowa i północno-zachodnia część Ameryki Południowej, Wyżyna Abisyńska w Afryce) oraz w klimacie umiarkowanym Ameryki Południowej. Jako introdukowani przedstawiciele rodzaju obecni są w Afryce Południowej i Australii. W Polsce występują cztery gatunki rodzime z tego rodzaju i dwa przejściowo zawlekane (efemerofity).
Różne gatunki z tego rodzaju wykorzystywane są jako dobre rośliny pastewne i ozdobne. Niektóre są uciążliwymi, silnie inwazyjnymi gatunkami i chwastami w uprawach. Dotyczy to zwłaszcza pospolitego także w Polsce perzu właściwego Elymus repens.

## Systematyka
Pozycja systematyczna według APweb (aktualizowany system APG IV z 2016)
Rodzaj z rodziny wiechlinowatych (Poaceae), rzędu wiechlinowców (Poales). W obrębie rodziny należy do podrodziny wiechlinowych (Pooideae), plemienia Triticeae.
Pozycja rodzaju w systemie Reveala (1994–1999)
Gromada okrytonasienne (Magnoliophyta Cronquist), podgromada Magnoliophytina Frohne & U. Jensen ex Reveal, klasa jednoliścienne (Liliopsida Brongn.), podklasa komelinowe (Commelinidae Takht.), nadrząd Juncanae Takht., rząd wiechlinowce (Poales Small), rodzina wiechlinowate (Poaceae (R. Br.) Barnh.), podplemię Elyminae Benth., rodzaj perz (Elymus L.)
Pozycja rodzaju w systemie Cronquista (1981)
Gromada okrytonasienne, klasa jednoliścienne, podklasa komelinowe, rząd ciborowce, rodzina wiechlinowate, podrodzina jęczmieniowe, plemię jęczmieniowe, podplemię Hordeinae. 
Gatunki flory Polski
- perz psi Elymus caninus (L.) L.
- perz siny Elymus hispidus (Opiz) Meldris
- perz sitowy Elymus farctus (Viv.) Runemark ex Meldris
- perz właściwy Elymus repens (L.) Gould.
- perz ościsty Elymus athericus (Link) Kerguélen – efemerofit
- perz kanadyjski Elymus canadensis L. – efemerofit

Wykaz gatunków